# Медаль Национальной признательности

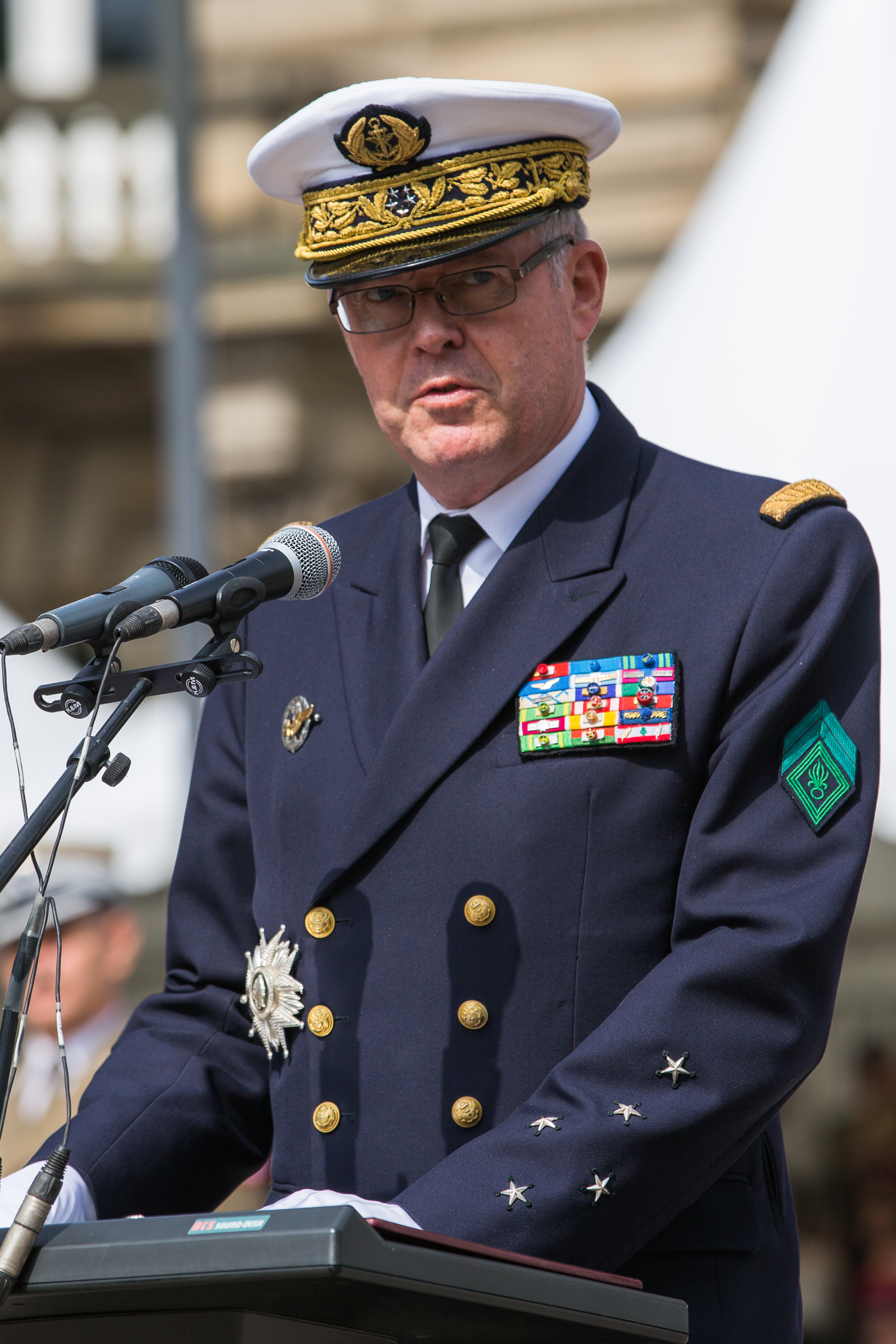
Адмирал Эдуар Гийо, награждённый медалью Национальной признательности

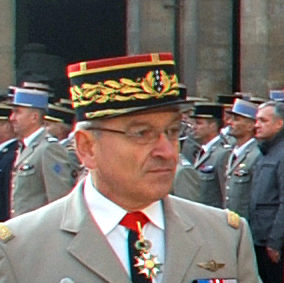
Генерал Ирасторза, Элрик, награждённый медалью Национальной признательности

Медаль Национальной признательности (фр. Medaille de Reconnaissance de la Nation) — французская государственная награда, учреждённая 12 апреля 2002 года указом 2002-511 и присуждаемая гражданским лицам, ветеранам гражданской или военной службы, а также военнослужащие французских вооруженных сил, которые ранее были награждены «Званием национальной благодарности» — правительственной грамотой, удостоверяющей почётную службу за границей.
Медаль была учреждена в первую очередь в качестве замены медали Северной Африки, для охвата большего числа служащих. Сделано это было после многих лет давления на французское правительство со стороны организаций ветеранов.

## Статут
Медалью награждаются лица, ранее удостоенные звания Народной благодарности. Конкретные критерии награждения установлены законом № 93-7 от 4 января 1993 года. Потенциальные получатели должны соответствовать следующим условиям:
- Лица, которые в качестве военнослужащих в течение не менее 90 дней подряд или нет служили в составе французской армии или были откомандированы в иностранную армию в периоды времени и на театрах военных действий, определенных законом;[4]
- Гражданские лица французского гражданства, участвовавшие в этих конфликтах, операциях или миссиях и отвечающие требованиям, установленным министром обороны.[4]

Звание автоматически присваивалось персоналу, преждевременно эвакуированному в связи с полученными травмами или заболеваниями, перенесёнными в зоне военный действий.
Перечень театров военных действий, определённых законодательством о присвоении звания Национальной признательности, включает:
- Первая мировая война;[4]
- Военные операции с 1918 по 1939 год;[4]
- Вторая мировая война;[4]
- Индокитайская война;[4]
- Боевые действия в Тунисе с 1 января 1952 года по 2 июля 1962 года;[5]
- Боевые действия в Марокко с 1 июня 1953 года по 2 июля 1962 года;[5]
- Алжирская война с 31 октября 1954 года по 2 июля 1962 года;[5]
- Военные действия на территории Алжира с 3 июля 1962 года по 1 июля 1964 года;[5]
- Вооруженные конфликты и операции и миссии, проводимые в соответствии с международными обязательствами и обязательствами Франции с 1945 года. Полный перечень содержится в изменённом приказе от 12 января 1994 года.[5]

## Описание награды
Круглая медаль диаметром 34 мм отчеканена из бронзы и позолочена. На аверсе символ Республики, окружённый рельефной надписью «RÉPUBLIQUE FRANÇAISE» («Французская республика»). На реверсе рельефная надпись в четыре строки «MEDAILLE» «DE» «RECONNAISSANCE» «DE LA NATION» («Медаль Национальной признательности») над рельефным изображением дубовой веточки с тремя листья.
Кольцо для подвешивания медали выполнено в форме шара. Шёлковая муаровая лента песочного цвета шириной 34 мм имеет перевёрнутые синие шевроны шириной 34 мм и толщиной 3 мм в количестве трёх штук.
Медаль всегда присуждается с планкой в нескольких вариантах. В настоящее время разрешено носить пять планок:
- 1914–1918
- 1939–1945
- INDOCHINE (Индокитай)
- AFRIQUE DU NORD (Северная Африка)
- OPERATIONS EXTERIEURES (зарубежные операции)